# بیرکهایم
بیرکهایم (به آلمانی: Birkheim) یک شهر در آلمان است که در راین-هونسروک واقع شده‌است. بیرکهایم ۱۴۳ نفر جمعیت دارد.